# قصف كوريشا
في 14 مايو 1999، قصفت طائرات الناتو رتلًا من اللاجئين الألبان بالقرب من كوريشا، كوسوفو أثناء قصف الناتو ليوغوسلافيا. قُتل ما لا يقل عن 87 شخصًا وأصيب 60 آخرون.

## ما بعد الكارثة

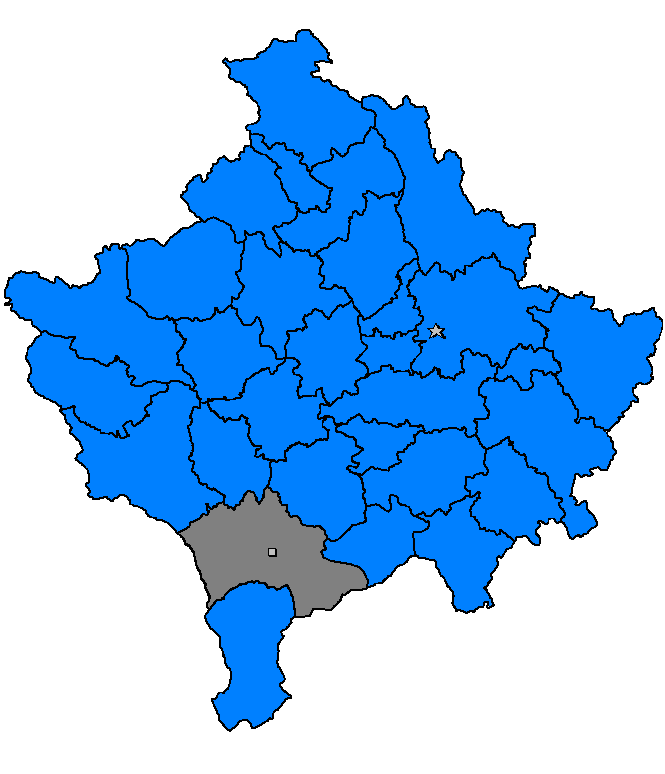
خريطة بلديات كوسوفو،بريزرن 2006

بعد التفجير، اصطحب المسؤولون الصرب أطقم التليفزيون إلى مكان الحادث وعرض التلفزيون الصربي في وقت لاحق مشاهد الدمار والجثث المحروقة لدرجة يصعب التعرف عليها والجرارات المتفحمة متناثرة في موقع الهجوم. أصرت الحكومة اليوغوسلافية على أن الناتو استهدف المدنيين، بينما زعم الناجون من ألبان كوسوفو أن السلطات اليوغوسلافية نصبتهم كدروع بشرية حتى يُقتلوا بقنابل الناتو.
وقع الحادث بالقرب من قرية كوريشا بالقرب من مدينة بريزرين الجنوبية.

## روابط خارجية
- يوغوسلافيا تقول أن عدد القتلى في القرية تجاوز 100